# NWA World Women's Championship
O NWA World Women's Championship é um campeonato mundial feminino de wrestling profissional criado e promovido pela promoção americana National Wrestling Alliance (NWA). O título foi conquistado pela primeira vez por Mildred Burke em 1950, que foi reconhecida como campeã devido à derrota em 11 de fevereiro de 1937 sobre a campeã Clara Mortensen. A atual campeã é Kenzie Paige, que está em seu primeiro reinado.

## História
Mildred Burke foi reconhecida como a campeã inaugural em 1950. Depois que sua luta de duas quedas contra June Byers em 1954 terminou em no contest, Byers foi reconhecida como a Campeã Mundial Feminina da NWA e Burke criou o WWWA World Championship e foi reconhecida como a primeira campeã. Após a aposentadoria de June Byers, o título foi mantido principalmente (e operado) por Lillian Ellison (sob o nome de The Fabulous Moolah), que ganhou o título pela primeira vez em uma batalha real em setembro de 1956.
Em 1983, o cinturão físico foi vendido por Ellison para a World Wrestling Federation (WWF, agora WWE), onde se tornou o WWF Women's Championship. A World Wrestling Federation reconheceu Moolah como a então campeão, mas não reconheceu nenhuma das mudanças de título que ocorreram desde que Moolah recebeu o título pela primeira vez em 1956. O título feminino da NWA continuou sua linhagem depois que o cinturão de Moolah foi comprado e renomeado pela WWF.
Por meio de várias parcerias, o NWA World Women's Championship também foi defendido em outras promoções.

## Reinados

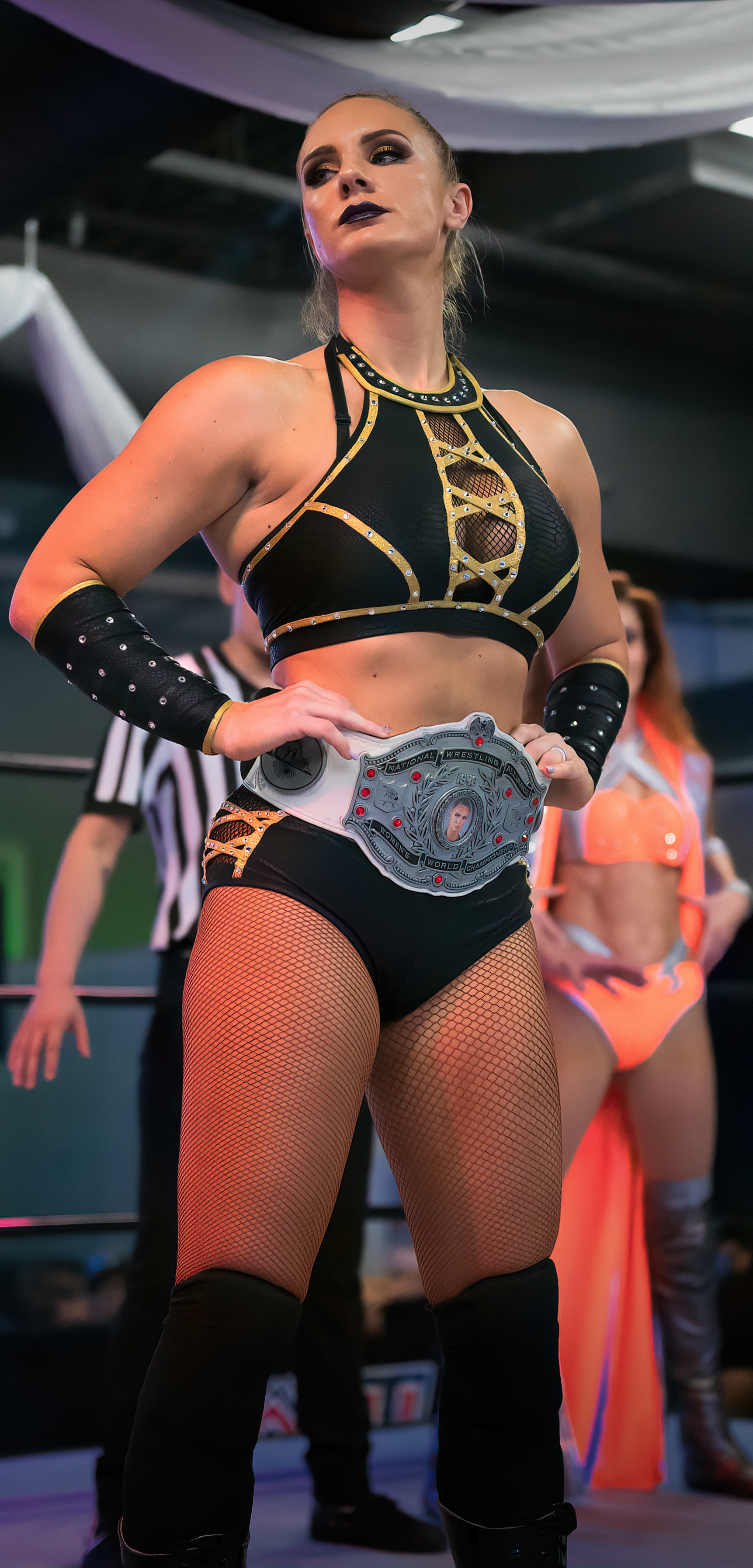
Kamille, a ex-campeã.

Até 26 de abril de 2025, houve 41 reinados entre 32 campeãs. The Fabulous Moolah conquistou o título mais vezes do que qualquer outro lutador, com um total de quatro reinados. Ela também tem o reinado mais longo de 3.651 dias, e é a campeã mais velha depois de conquistar o título aos 55 anos. Malia Hosaka tem o reinado mais curto em 1 dia. La Reina de Corazones é a campeã mais jovem depois de conquistar o título aos 21 anos.

### Nomes
| Nome                           | Período                        |
| ------------------------------ | ------------------------------ |
| NWA Women's Championship       | 1950 – 16 de setembro 2016     |
| NWA World Women's Championship | 16 de setembro 2016 – presente |

| Nº          | Ordem de reinados na história.                   |
| Reinado     | O número de reinados de cada lutadora.           |
| Localização | A cidade em que o título foi conquistado.        |
| Evento      | O evento em que o título foi conquistado.        |
| —           | Usados para o tempo em que o título estava vago. |
| +           | Indica o reinado atual.                          |

| Nº                                             | Campeã                            | Mudança de campeã                 | Mudança de campeã                 | Mudança de campeã                        | Estatísticas do reinado           | Estatísticas do reinado           | Notas | Ref.                              |
| Nº                                             | Campeã                            | Data                              | Evento                            | Local                                    | Reinado                           | Dias                              | Notas | Ref.                              |
| National Wrestling Alliance (NWA)              | National Wrestling Alliance (NWA) | National Wrestling Alliance (NWA) | National Wrestling Alliance (NWA) | National Wrestling Alliance (NWA)        | National Wrestling Alliance (NWA) | National Wrestling Alliance (NWA) | National Wrestling Alliance (NWA) | National Wrestling Alliance (NWA) |
| ---------------------------------------------- | --------------------------------- | --------------------------------- | --------------------------------- | ---------------------------------------- | --------------------------------- | --------------------------------- | --- | --------------------------------- |
| 1                                              | Mildred Burke                     | 1950                              | Evento ao vivo                    | N/A                                      | 1                                 | N/A                               | Burke derrotou Clara Mortensen em 11 de fevereiro de 1937 para vencer a versão original do título. Devido à sua vitória, Burke é reconhecida como a campeã inaugural da NWA em 1950. | [ 5 ]                             |
| 2                                              | June Byers                        | 20 de agosto de 1954              | Evento ao vivo                    | Atlanta, Geórgia                         | 1                                 | [ N 1 ]                           | Byers lutou contra Mildred Burke pelo NWA World Women's Championship em uma luta de duas quedas. A comissão interrompeu a luta entre Burke e Byers no final da segunda queda, tirou o título de Burke e o concedeu a Byers. Burke criou o WWWA World Championship e continuou a se reconhecer como a Campeã Mundial Feminina. | [ 1 ] [ 6 ] [ 7 ]                 |
| —                                              | Vago                              | 1956/1964                         | —                                 | —                                        | —                                 | —                                 | Em 1956, os promotores da NWA de Nova York, Nova Jersey e Baltimore (liderados por Vince McMahon Sr.) pararam de reconhecer June Byers como campeã e ela foi destituída do título pela Comissão Atlética de Baltimore. Byers, com o apoio do promotor Billy Wolfe, continuou a ser reconhecida pela maioria da National Wrestling Alliance até sua aposentadoria em 1964. | [ 8 ] [ 9 ] [ 10 ] [ 11 ]         |
| 3                                              | The Fabulous Moolah               | 18 de setembro de 1956            | Evento ao vivo                    | Baltimore, Maryland                      | 1                                 | 3,651                             | Moolah derrotou Judy Grable no final de uma batalha real de 13 mulheres. Moolah não foi totalmente reconhecida pela National Wrestling Alliance como a nova Campeã Mundial Feminina da NWA até 1964 porque Billy Wolfe, com quem Moolah se desentendeu no início de sua carreira, ainda controlava a maior parte da NWA. Penny Banner, a Campeã Mundial Feminina da AWA , também foi brevemente reconhecida em alguns territórios da NWA após a aposentadoria de Byers em 1964. | [ 6 ] [ 11 ] [ 12 ] [ 13 ] [ 14 ] |
| 4                                              | Bette Boucher                     | 17 de setembro de 1966            | Evento ao vivo                    | Seattle, Washington                      | 1                                 | 16                                | | [ 9 ] [ 15 ]                      |
| 5                                              | The Fabulous Moolah               | 3 de outubro de 1966              | Evento ao vivo                    | Vancouver, Canadá                        | 2                                 | 524                               | | [ 9 ] [ 16 ]                      |
| 6                                              | Yukiko Tomoe                      | 10 de março de 1968               | Evento ao vivo                    | Osaka, Japão                             | 1                                 | 23                                | | [ 9 ] [ 15 ]                      |
| 7                                              | The Fabulous Moolah               | 2 de abril de 1968                | Evento ao vivo                    | Hamamatsu, Shizuoka, Japão               | 3                                 | 3.841                             | | [ 9 ]                             |
| 8                                              | Evelyn Stevens                    | 8 de outubro de 1978              | Evento ao vivo                    | Dallas, Texas                            | 1                                 | 1                                 | | [ 9 ] [ 10 ] [ 17 ]               |
| 9                                              | The Fabulous Moolah               | 9 de outubro de 1978              | Evento ao vivo                    | Fort Worth, Texas                        | 4                                 | 1.909                             | | [ 9 ] [ 10 ]                      |
| —                                              | Vago                              | 31 de dezembro de 1983            | —                                 | —                                        | —                                 | —                                 | A World Wrestling Federation (WWF) retirou-se da NWA em 1983, e The Fabulous Moolah vendeu o título para a WWF. A WWF reconheceu Moolah como campeã, mas não reconheceu as mudanças de título anteriores: veja WWF Women's Championship. | [ 8 ] [ 9 ] [ 10 ] [ 15 ]         |
| 10                                             | Debbie Combs                      | 12 de fevereiro de 1986           | Evento ao vivo                    | Honolulu, Hawaii                         | 1                                 | [ N 2 ]                           | Combs ganhou o título vago em uma batalha real de 9 mulheres contra Candi Devine, Despina Montagos, Eva Savage, Lady Satan, Princess Jasmine, Roxie Rush, Reggie Schwartz e Sherri Martel. |                                   |
| —                                              | Vago                              | 1987                              | —                                 | —                                        | —                                 | —                                 | O título foi declarado vago em 1987, quando a promoção de Kansas City se retirou da NWA. |                                   |
| 11                                             | Debbie Combs                      | 10 de abril de 1987               | Evento ao vivo                    | Kansas City, Missouri                    | 2                                 | [ N 3 ]                           | Combs derrotou Penny Mitchell para vencer o título vago. | [ 9 ]                             |
| 12                                             | Bambi                             | 1994                              | N/A                               | N/A                                      | 1                                 | [ N 4 ]                           | | [ 18 ]                            |
| 13                                             | Peggy Lee Leather                 | 1994                              | N/A                               | N/A                                      | 1                                 | [ N 5 ]                           | | [ 19 ]                            |
| 14                                             | Bambi                             | 26 de julho de 1994               | Gravações da NWA TV               | East Ridge, Tennessee                    | 2                                 | [ N 6 ]                           | | [ 18 ]                            |
| 15                                             | Malia Hosaka                      | 9 de maio de 1996                 | Evento ao vivo                    | Johnson City, Tennessee                  | 1                                 | 1                                 | Hosaka derrotou Debbie Combs , que continuou defendendo o título apesar de Bambi ter sido reconhecida como a campeã pela Jim Crockett Promotions. | [ 9 ]                             |
| 16                                             | Debbie Combs                      | 10 de maio de 1996                | Evento ao vivo                    | Fall Branch, Tennessee                   | 3                                 |                                   | | [ 9 ]                             |
| —                                              | Vago                              | outubro de 1996                   | —                                 | —                                        | —                                 | —                                 | Debbie Combs foi destituída do título. | [ 9 ]                             |
| 17                                             | Strawberry Fields                 | 14 de outubro de 2000             | NWA 52nd Anniversary Show         | Nashville, Tennessee                     | 1                                 |                                   | Fields derrotou Leilani Kai para vencer o título vago. | [ 9 ]                             |
| —                                              | Vago                              | novembro de 2000                  | —                                 | —                                        | —                                 | —                                 | Strawberry Fields desocupou o título devido a uma lesão. | [ 9 ]                             |
| 18                                             | Madison                           | 23 de agosto de 2002              | Evento ao vivo                    | Surrey, British Columbia, Canadá         | 1                                 | 64                                | Madison derrotou Bam Bam Bambi para vencer o título vago. | [ 9 ]                             |
| 19                                             | Char Starr                        | 26 de outubro de 2002             | NWA 54th Anniversary Show         | Corpus Christi, Texas                    | 1                                 | 41                                | | [ 9 ]                             |
| 20                                             | Madison                           | 6 de dezembro de 2002             | Evento ao vivo                    | Port Coquitlam, British Columbia, Canadá | 2                                 | 96                                | | [ 9 ]                             |
| 21                                             | Leilani Kai                       | 12 de março de 2003               | NWA:TNA Weekly PPV #36            | Nashville, Tennessee                     | 1                                 | 465                               | | [ 9 ] [ 20 ]                      |
| —                                              | Vago                              | 19 de junho de 2004               | Evento ao vivo                    | Richmond, Virgínia                       | —                                 | —                                 | Leilani Kai foi despida após faltar a vários shows. | [ 9 ]                             |
| 22                                             | Kiley McLean                      | 19 de junho de 2004               | Evento ao vivo                    | Richmond, Virgínia                       | 1                                 | 308                               | McLean derrotou Kameo para vencer o título vago. | [ 9 ]                             |
| 23                                             | Lexie Fyfe                        | 23 de abril de 2005               | Evento ao vivo                    | Richmond, Virgínia                       | 1                                 | 168                               | | [ 9 ]                             |
| 24                                             | Christie Ricci                    | 8 de outubro de 2005              | NWA 57th Anniversary Show         | Nashville, Tennessee                     | 1                                 | 476                               | Esta foi uma luta three-way, também envolvendo Tasha Simone. | [ 9 ]                             |
| 25                                             | MsChif                            | 27 de janeiro de 2007             | Evento ao vivo                    | Lebanon, Tennessee                       | 1                                 | 98                                | | [ 9 ]                             |
| 26                                             | Amazing Kong                      | 5 de maio de 2007                 | Evento ao vivo                    | Streamwood, Illinois                     | 1                                 | 358                               | | [ 9 ]                             |
| 27                                             | MsChif                            | 27 de abril de 2008               | Evento ao vivo                    | Cape Girardeau, Missouri                 | 2                                 | 818                               | | [ 9 ]                             |
| 28                                             | Tasha Simone                      | 24 de julho de 2010               | House Show                        | Lebanon, Tennessee                       | 1                                 | 70                                | | [ 21 ]                            |
| 29                                             | La Reina de Corazones             | 2 de outubro de 2010              | Evento ao vivo                    | Altus, Oklahoma                          | 1                                 | 35                                | | [ 22 ]                            |
| —                                              | Vago                              | 6 de novembro de 2010             | Evento ao vivo                    | Lebanon, Tennessee                       | —                                 | —                                 | La Reina de Corazones foi destituída do título após se recusar a defendê-lo. |                                   |
| 30                                             | Tasha Simone                      | 6 de novembro de 2010             | Evento ao vivo                    | Lebanon, Tennessee                       | 2                                 | 365                               | Simone derrotou Rachel para vencer o título vago. | [ 23 ]                            |
| 31                                             | Tiffany Roxx                      | 6 de novembro de 2011             | Evento ao vivo                    | Lebanon, Tennessee                       | 1                                 | 49                                | Esta foi uma luta sem desqualificação. | [ 24 ]                            |
| 32                                             | Tasha Simone                      | 25 de dezembro de 2011            | Evento ao vivo                    | Lebanon, Tennessee                       | 3                                 | 300                               | Esta foi uma luta Steel Cage. | [ 25 ]                            |
| 33                                             | Kacee Carlisle                    | 20 de outubro de 2012             | Evento ao vivo                    | Lebanon, Tennessee                       | 1                                 | 462                               | | [ 26 ]                            |
| 34                                             | Barbi Hayden                      | 25 de janeiro de 2014             | Evento ao vivo                    | Cypress, Texas                           | 1                                 | 378                               | | [ 27 ]                            |
| 35                                             | Santana Garret                    | 7 de fevereiro de 2015            | Evento ao vivo                    | Plant City, Flórida                      | 1                                 | 314                               | | [ 28 ]                            |
| 36                                             | Amber Gallows                     | 18 de dezembro de 2015            | Evento ao vivo                    | Sherman, Texas                           | 1                                 | 273                               | Esta foi uma luta four-way de eliminação, envolvendo também Bree Ann e Nikki Knight. Gallows venceu o título ao eliminar por último Santana Garrett. | [ 29 ]                            |
| National Wrestling Alliance/Lightning One Inc. |                                   |                                   |                                   |                                          |                                   |                                   | |                                   |
| 37                                             | Jazz                              | 16 de setembro de 2016            | Evento ao vivo                    | Sherman, Texas                           | 1                                 | 948                               | Esta foi uma luta three-way, envolvendo também Christi Jaynes. | [ 30 ]                            |
| —                                              | Vago                              | 22 de abril de 2019               | —                                 | —                                        | —                                 | —                                 | Jazz desocupou o título por motivos médicos e pessoais. | [ 31 ] [ 32 ]                     |
| 38                                             | Allysin Kay                       | 27 de abril de 2019               | Crockett Cup                      | Concord, Carolina do Norte               | 1                                 | 272                               | Kay derrotou Santana Garrett para vencer o título vago. | [ 33 ]                            |
| 39                                             | Thunder Rosa                      | 24 de janeiro de 2020             | Hard Times                        | Atlanta, Geórgia                         | 1                                 | 277                               | | [ 34 ]                            |
| 40                                             | Serena Deeb                       | 27 de outubro de 2020             | UWN Primetime Live                | Long Beach, Califórnia                   | 1                                 | 222                               | Deeb defendeu o título em 22 de outubro em uma gravação do All Elite Wrestling (AEW) Dynamite, cinco dias antes de vencer o título. A luta foi ao ar no dia 28 de outubro de 2020, um dia após a conquista do título. | [ 35 ]                            |
| 41                                             | Kamille                           | 6 de junho de 2021                | When Our Shadows Fall             | Atlanta, Geórgia                         | 1                                 | 812                               | | [ 36 ]                            |
| 42                                             | Kenzie Paige                      | 27 de Agosto de 2023              | NWA 75th Anniversary Show         | St. Louis, Misouri                       | 1                                 | 605                               | |                                   |

## Reinados combinados

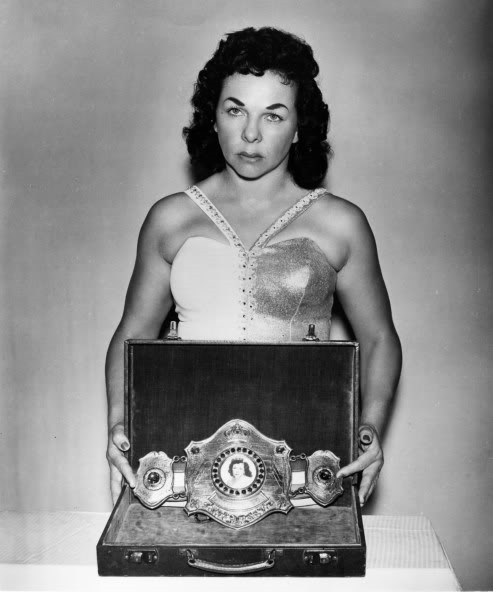
The Fabulous Moolah, detém os recordes de mais reinados, maior reinado e maior reinado combinado da história do título

|     | Indica a atual campeã.                                                                           |
| ¤   | A duração exata de um dos reinados é incerta; o número de dias combinads pode não estar correta. |
| N/A | A duração exata de um dos reinados é muito incerta para calcular.                                |

| Nº | Lutadora              | Nº de reinados | Dias combinados |
| -- | --------------------- | -------------- | --------------- |
| 1  | The Fabulous Moolah   | 4              | 9,925¤          |
| 2  | Debbie Combs          | 2              | 3,461¤          |
| 3  | Jazz                  | 1              | 948             |
| 4  | MsChif                | 2              | 916             |
| 5  | Kamille               | 1              | 812             |
| 6  | June Byers            | 1              | 760             |
| 7  | Tasha Simone          | 3              | 735             |
| 8  | Christie Ricci        | 1              | 476             |
| 9  | Leilani Kai           | 1              | 465             |
| 10 | Kacee Carlisle        | 1              | 462             |
| 11 | Barbi Hayden          | 1              | 378             |
| 12 | Amazing Kong          | 1              | 358             |
| 13 | Kiley McLean          | 1              | 318             |
| 14 | Santana Garrett       | 1              | 314             |
| 15 | Thunder Rosa          | 1              | 277             |
| 16 | Amber Gallows         | 1              | 273             |
| 17 | Allysin Kay           | 1              | 272             |
| 18 | Serena Deeb           | 1              | 222             |
| 19 | Lexie Fyfe            | 1              | 168             |
| 20 | Madison               | 2              | 160             |
| 21 | Kenzie Paige          | 1              | 91+             |
| 22 | Tiffany Roxx          | 1              | 50              |
| 23 | Char Starr            | 1              | 41              |
| 24 | La Reina de Corazones | 1              | 35              |
| 25 | Yukiko Tomoe          | 1              | 23              |
| 26 | Strawberry Fields     | 1              | 18–47¤          |
| 27 | Bette Boucher         | 1              | 16              |
| 28 | Evelyn Stevens        | 1              | 1               |
| 29 | Malia Hosaka          | 1              | 1               |
| 30 | Bambi                 | 2              | N/A             |
| 31 | Mildred Burke         | 1              | N/A             |
| 32 | Peggy Lee Leather     | 1              | N/A             |